# Luis Gianetto
Luis Gianetto  fue un conocido jugador de fútbol. Formó parte del equipo campeón de River Plate en 1914 anotando el gol de la victoria frente a Bristol para darle el primer título internacional a dicho club, la Cup Tie Competition. Jugó para la posición de delantero.

## Palmarés
- River Plate Copa Jockey club 1914
- River Plate Cup Tie competiton 1914